# No More Mr. Nice Guy (álbum)
No More Mr. Nice Guy é o álbum de estréia do grupo de Hip Hop Alternativo, Gang Starr, lançado em 1989. Embora tenha recebido sucesso crítico no seu lançamento, estava em meio a crescente elevação de artistas do Hip Hop Alternativo como De La Soul. No More Mr. Nice Guy foi obscurecido por álbuns poderosamente influentes como 3 Feet High and Rising. O álbum não aborda muitas questões políticas ou socias: ele consiste de uma série de canções de amor e faixas de motivação. No entanto, a crença na The Nation of Gods and Earths influeciou tudo.
No More Mr. Nice Guy alcançou o #83 lugar no quadro de posições da Billboard Top R&B/Hip Hop Albums. "Positivity" apareceu no #19 lugar no quadro de posições da Billboard Hot Rap Singles.

## Faixas
| #  | Título                             | Produtor(es)     | Artista(s)       | Tempo |
| -- | ---------------------------------- | ---------------- | ---------------- | ----- |
| 1  | "Premier & The Guru"               | DJ Premier, Guru | Guru             | 3:26  |
| 2  | "Jazz Music"                       | DJ Premier, Guru | Guru             | 3:30  |
| 3  | "Got U"                            | DJ Premier, Guru | Guru             | 3:08  |
| 4  | "Manifest"                         | DJ Premier, Guru | Guru             | 4:56  |
| 5  | "Gusto"                            | The 45 King      | Guru             | 3:15  |
| 6  | "DJ Premier In Deep Concentration" | DJ Premier, Guru | Guru             | 3:13  |
| 7  | "Positivity (Remix)"               | DJ Premier, Guru | Guru             | 4:49  |
| 8  | "Manifest (Remix)"                 | DJ Premier, Guru | Guru             | 5:12  |
| 9  | "Conscience Be Free"               | DJ Premier, Guru | Guru             | 4:04  |
| 10 | "Cause And Effect"                 | DJ Premier, Guru | Guru             | 3:22  |
| 11 | "2 Steps Ahead"                    | DJ Premier, Guru | Guru             | 3:50  |
| 12 | "No More Mr. Nice Guy"             | DJ Premier, Guru | Guru             | 3:22  |
| 13 | "Knowledge"                        | The 45 King      | Guru, Damo D-Ski | 3:42  |
| 14 | "Positivity"                       | DJ Premier, Guru | Guru             | 3:35  |

### Faixas bônus 2003
| #  | Título             | Produtor(es)     | Artista(s) | Tempo |
| -- | ------------------ | ---------------- | ---------- | ----- |
| 15 | "Here's The Proof" | DJ Premier, Guru | Guru       | 4:35  |
| 16 | "The Lesson"       | DJ Premier, Guru | Guru       | 5:05  |
| 17 | "Dedication"       | DJ Premier, Guru | Guru       | 5:11  |

## Samples
Premier & The Guru
- "If It Don't Turn You On (You Outta Leave It Alone)" por B.T. Express
- "Got To Give The People What They Want" por The O'Jays

Jazz Music
- "Les Fleurs" por Ramsey Lewis

Got U
- "I Got You (I Feel Good)" por James Brown
- "Give It Up Or Turnit A Loose (Remix)" por James Brown
- "Get Up, Get Into It, Get Involved" por James Brown

Manifest
- "A Night In Tunisia" por Dizzy Gillespie
- "Bring It Up (Hipster's Avenue)" por James Brown
- "Word To The Mother (Land)" por Big Daddy Kane

Gusto
- "Express" por B.T. Express
- "Freddie's Dead" por Curtis Mayfield

DJ Premier In Deep Concentration
- "Funky Stuff" por Kool & the Gang
- "Summer Madness" por Kool & the Gang
- "Handclapping Song" por The Meters
- "Summertime" por Billy Stewart
- "Stoop Rap" por DJ Grand Wizard Theodore
- "I Ain't No Joke" por Eric B. & Rakim (Vocais por Rakim)
- "It's My Thing" por EPMD (Vocais por Parrish Smith)

Cause And Effect
- "Live Wire" por The Meters

2 Steps Ahead
- "Hot Pants" por The J.B.'s
- "Change le Beat" por B-Side & Fab Five Freddy

No More Mr. Nice Guy
- "Message From The Soul Sisters" porMyra Barnes
- "Who's Afraid Of Virginia Woolfe (Part 2)" por Jimmy Smith

Knowledge
- "Funky President" por James Brown

Positivity
- "Changin'" por Brass Construction
- "One Man Band" por Monk Higgins & the Specialties

Here's The Proof
- "Everytime I Turn Around (Back In Love Again)" por L.T.D.

## Álbum singles
| Informação do single                                                                                           |
| --- |
| "Positivity" - Lançamento: 1989 - Lado B: "No More Mr. Nice Guy (Remix)"                                       |
| "Words I Manifest (Remix)" - Lançamento: 1989 - Lado B: "DJ Premier In Deep Concentration", "Here's The Proof" |

## Quadro de posições do álbum
| Ano  | Álbum                  | Quadro de posições | Quadro de posições     | Quadro de posições |
| Ano  | Álbum                  | Billboard 200      | Top R&B/Hip Hop Albums |                    |
| 1989 | "No More Mr. Nice Guy" | -                  | #83                    |                    |

## Quadro de posições dos singles
| Ano  | Música       | Quadro de posições | Quadro de posições               | Quadro de posições |
| Ano  | Música       | Billboard Hot 100  | Hot R&B/Hip-Hop Singles & Tracks | Hot Rap Singles    |
| 1990 | "Positivity" | -                  | -                                | #19                |